# Nati nel 970
| Questa pagina contiene informazioni ricavate automaticamente dalle voci biografiche con l'ausilio del template Bio e di un bot. L'aggiornamento è periodico e automatico e ricostruisce completamente la pagina. Se manca una persona in questa lista, sei pregato di non aggiungerla, ma accertati piuttosto che la sua voce biografica contenga il template Bio e che i dati anagrafici siano correttamente compilati. Se il template Bio manca, inseriscilo tu stesso o, in alternativa, metti l'avviso {{tmp\|Bio}} che ne segnala la mancanza. Se i dati riportati sono sbagliati, correggi direttamente la voce biografica; le modifiche saranno visibili in questa lista entro pochi giorni. Per chiarimenti vedi il progetto biografie. La lista contiene solo le 11 persone che sono citate nell'enciclopedia e per le quali è stato implementato correttamente il template Bio. Pagina aggiornata al 10 feb 2025. |

- Bolli Þorleiksson, islandese († 1006)
- Gaudenzio di Gniezno, arcivescovo cattolico e santo ceco
- Guglielmo III del Monferrato, sovrano italiano († 1042)
- Guido di Pomposa, abate italiano († 1046)
- Landry di Nevers, nobile francese († 1028)
- Ottone della Bassa Lorena, duca († 1012)
- Sitt al-Mulk († 1023)
- Ugo IV di Nordgau, nobile tedesco († 1048)
- Al-Kirmani, matematico, filosofo e medico arabo († 1066)
- Al-Sharif al-Radi, teologo e giurista arabo († 1015)
- Abu Nasr Mansur, astronomo e matematico persiano († 1036)